# Priotelus roseigaster
El trogón de la Española, surucuá dominicano o papagayo (en la República Dominicana)  (Priotelus roseigaster) es una especie de ave trogoniforme de la familia Trogonidae endémica de la isla La Española. Es el ave nacional de Haití, donde es llamado Kalson Wouj. 
Antes se clasificaba como la única especie del género Temnotrogon, pero actualmente es incluido en el género Priotelus de dos especies, la otra es el tocororo de Cuba.
Su hábitat natural es el de las montañas húmedas subtropicales o tropicales y las áreas que son actualmente bosques altamente degradados. Está amenazada por pérdida de hábitat. Ha sido vista en los bosques de altitudes superiores de las montañas de Haití y confinado a varias áreas protegidas del país.

## Reproducción
La pareja construye el nido que le da su nombre en un promedio de una semana. El mismo se realiza mediante la recolección y mezcla de elementos como barro, pelos, paja, raíces, heces, solamente utilizando el pico para formar una masa que se deposita cuidadosamente en el lugar correcto. Su peso final promedia los 5 kg, y adquiere una dureza considerable una vez seco. Posee forma exterior redondeada con una abertura redondeada a la derecha, dando acceso a un pasillo que separa mediante una pared interna al lecho o "habitación" en donde se incubarán los huevos.[cita requerida]
Cada nido sólo se utiliza una vez, por lo que se construye otro al año siguiente. Los usados quedan libres para quien desee utilizarlo, ya sea otra especie de ave o el hombre para adorno, lo que frecuentemente ocurre.[cita requerida]
La pareja se mantiene estable toda la vida. Llegada la primavera, la cámara del nido alberga un promedio de cuatro huevos, incuban ambos padres de modo alternativo, durante 15 días. Cuando uno regresa, se anuncia con su canto para que el otro salga.[cita requerida]